# Campo Largo (Paraná)
Campo Largo é um município brasileiro do estado do Paraná, localizado na Região Metropolitana de Curitiba. Situado na região sudeste do estado do Paraná, pertence à Mesorregião Metropolitana de Curitiba e à Microrregião de Curitiba, localiza-se a oeste da capital do estado, distando desta cerca de 30 quilômetros. Segundo dados do IBGE 2021, a cidade ocupa área de 1 243,551 quilômetros quadrados, sendo que 134,771 estão em perímetro urbano. 
Sua população, conforme estimativas do IBGE de 2021, era de 135 678 habitantes, sendo então o 14.º mais populoso do Paraná e o 4.º de sua microrregião. Os habitantes naturais do município de Campo Largo são denominados campo-larguenses. A cidade de Campo Largo foi desmembrada de Curitiba na década de 1870. O município possui os distritos de Bateias, Três Córregos, São Silvestre e Ferraria, e subdivididos por 147 bairros, loteamentos e residenciais. A versão de sua etimologia é o que o nome tem origem geográfica e denota a largueza dos horizontes da região na época da fundação do município, embora suas terras não passavam de uma floresta de pinheiros. 
A sede tem uma temperatura média anual de 16,5°C e na vegetação do município predomina a floresta ombrófila mista. Em relação à frota automobilística, em 2009 foram contabilizados 46 011 veículos. Com uma taxa de urbanização da ordem de 83,23%, o município contava, em 2009, com 97 estabelecimentos de saúde. O seu Índice de Desenvolvimento Humano (IDH) é de 0,774, considerando como médio em relação ao estado.

## Etimologia
O nome do município é originário de sua geografia, por serem largos os horizontes, sendo que os primeiros exploradores da região dos Campos Gerais ficaram impressionados com toda essa beleza natural comparada a qualquer um parque protegido por lei ambiental. Campo Largo foi transformada em ponto de referência, sendo que esta denominação é prevalecente a partir dos primeiros tempos em que foi ocupada, não sendo conhecida outra.

## História

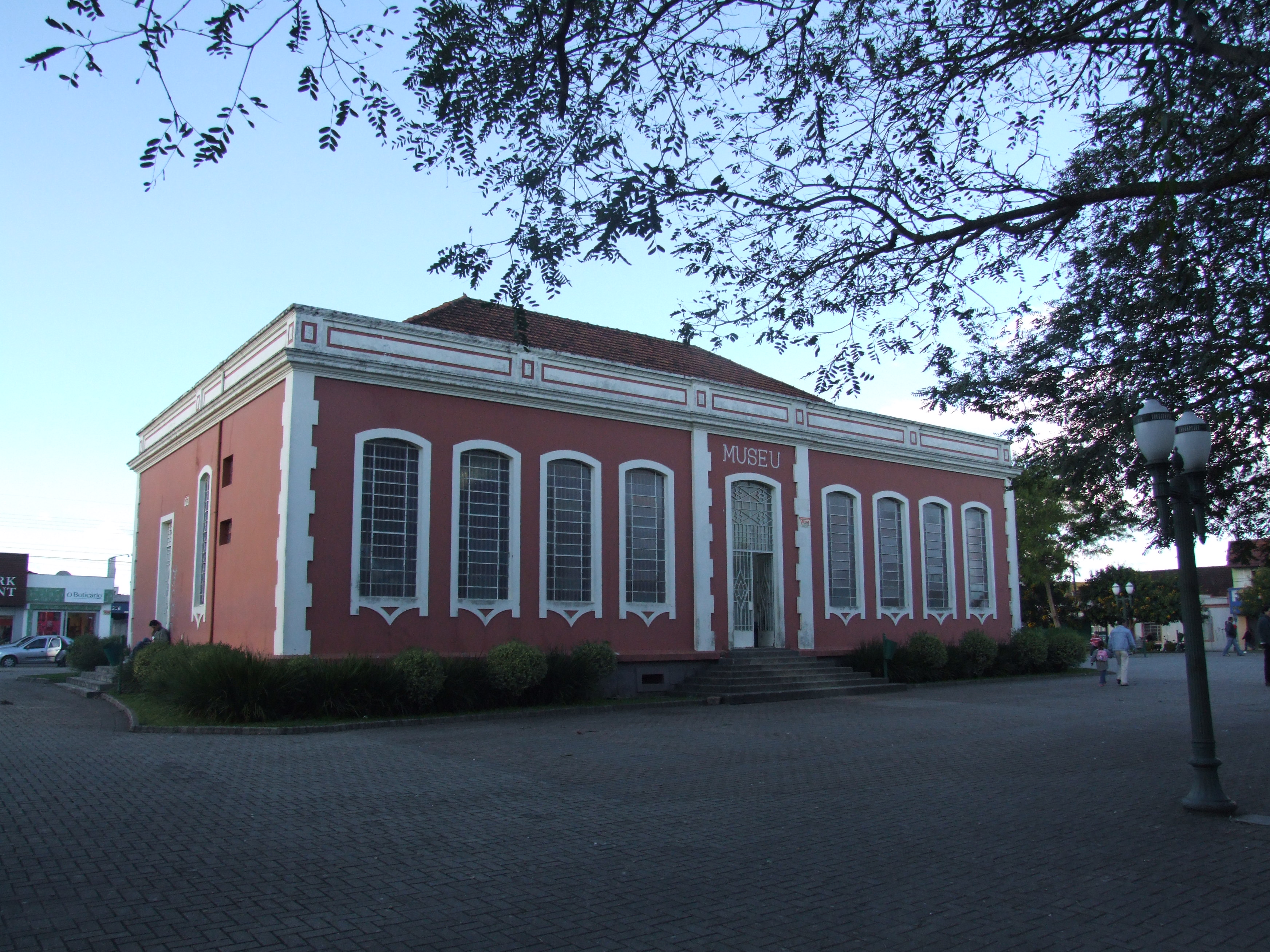
Museu Histórico de Campo Largo.

É antiga a denominação Campo Largo, vindo desde os tempos do desbravamento dos Campos de Curitiba. O coronel Antonio Luis, paulista conhecido pelo apelido de "Tigre", foi o grande pioneiro do atual município. Possuía uma sesmaria exatamente onde hoje se localiza a sede municipal. Tigre morava na Fazenda Nossa Senhora da Conceição do Tamanduá, e ali mandou construir uma capela sob a invocação de Nossa Senhora da Conceição, templo pioneiro na vastidão dos Campos Gerais.
Prosperou a partir do final do século XVIII a Freguesia Colada de Tamanduá, que situava-se nas proximidades da Freguesia Nova (Palmeira). Quando faleceu o benemérito regional, coronel Antonio Luíz "Tigre", por não possuir herdeiros, teve seus bens doados ao Convento do Carmo de São Paulo, que fundou na Freguesia de Tamanduá uma casa conventual, denominada Convento de Tamanduá que se manteve por mais de 60 anos. Com o passar do tempo os padres carmelitas, que moram no lugar, foram morrendo, de sorte que o Convento de Tamanduá foi sendo abandonado, deixando de celebrar-se ali os ofícios religiosos.

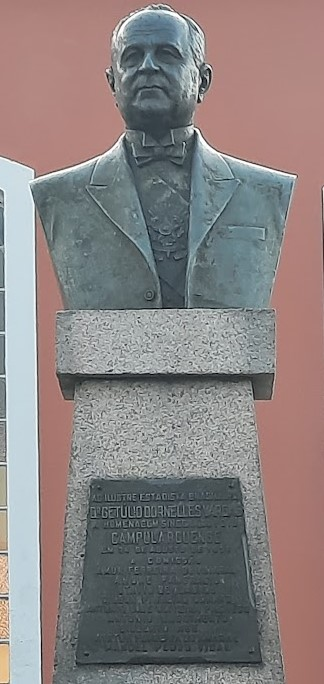
Busto de Getúlio Vargas na praça de mesmo nome (popularmente chamada de Praça do Museu)

Tinha muito prestígio a Freguesia Colada de Tamanduá, que rivalizava em importância, depois de Curitiba, com São José dos Pinhais, Lapa e Castro.
Em 1819 o capitão João Antônio da Costa, que morava em Curitiba, e era possuidor de terras naquela região, doou à Nossa Senhora da Piedade parte de sua propriedade, permitindo que nela se instalasse quem bem entendesse, sem ônus algum, desde que viesse lavrar e cuidar da terra doada. Muita gente se dispôs ao empreendimento, e não demorou muito espalharam-se chaminés perfilhadas e fumacentas. Neste período o capitão benfeitor enviou ao lugar uma imagem de Nossa Senhora da Piedade, que mandara vir do Estado da Bahia, ainda no ano de 1816. Tomava-se necessário a construção de uma capela, cujas obras foram iniciadas em 1821, sendo executadas pelo capitão Jerônimo José Vieira e administrada por João Antonio da Costa e padre José Joaquim Ribeiro da Costa. Este sacerdote, além de fiscalizar a construção era o protetor espiritual da comunidade, a quem confessava e pregava o evangelho.
Em 1828, após o término da construção da capela, o vilarejo foi elevado à categoria de Capela Curada, por Provisão do Bispo D. Manuel Gonçalves de Andrade. O padre José Joaquim, benfeitor da comunidade, foi o primeiro a rezar missa na Igreja Primaz de Campo Largo. Depois de prestar humanitário serviço ao povoado, o padre foi substituído pelo sacerdote Justiniano Ferreira Belo.

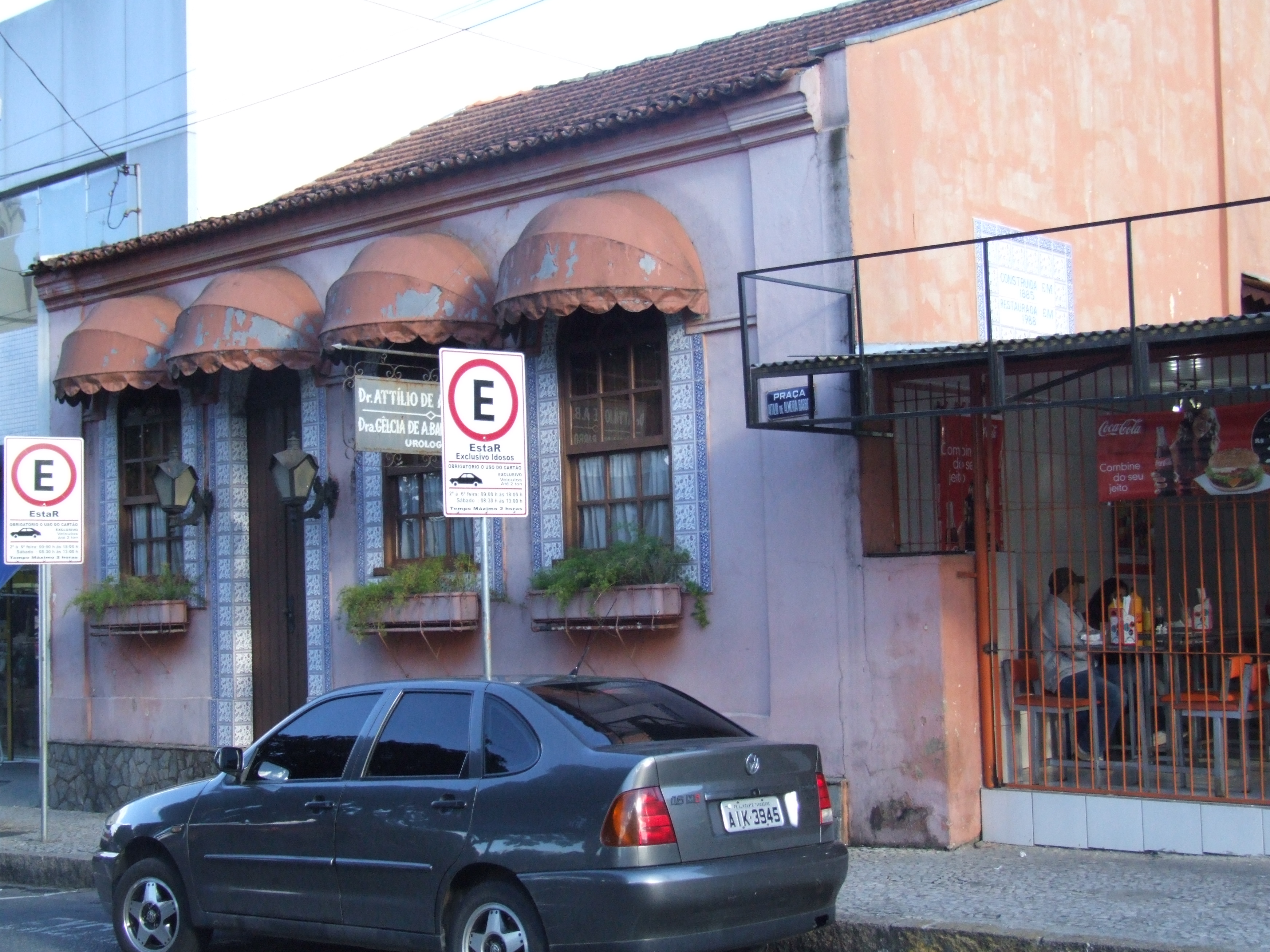
Casa antiga construída em 1885 e restaurada em 1988

Campo Largo da Piedade foi elevado à categoria de Distrito Judiciário, através da Lei n° 23, de 12 de março de 1841, pertencendo à Comarca de Curitiba. Em 2 de abril de 1870, pela Lei Provincial n° 219, foi criado o município, com território desmembrado do município de Curitiba. A instalação oficial ocorreu no dia 23 de fevereiro de 1871.
A Lei Provincial nº 685, de 6 de novembro de 1882, elevou o município à categoria de Cidade. Passou a sede de Comarca através da Lei Provincial 359, de 18 de abril de 1873.
O município possui reconhecidamente um dos melhores climas do Estado, abrigando em seu território estações de água mineral, além de ser conhecido como a "Capital da Louça".

## Geografia
Campo Largo limita-se com os municípios de Castro e Itaperuçu, a norte; Itaperuçu, Campo Magro e Curitiba, a leste; Balsa Nova e Araucária, a sul; Ponta Grossa e Palmeira, a oeste. E é cortada no sentido norte-sul pelo meridiano 49°31'40" e em sentido leste-oeste pelo paralelo de 25°27'32". A área do município é de 1 249,422 quilômetros quadrados, representando 0,6269% do território paranaense, 0,2217% da área da região Sul do Brasil e 0,0147% de todo o território brasileiro. A área do perímetro urbano é de 13,4771 quilômetros quadrados. Campo Largo também está situada na Mesorregião Metropolitana de Curitiba e Microrregião de Curitiba, que possuem, respectivamente, áreas de 22.823,708 quilômetros quadrados e 8.589,230 quilômetros quadrados.
Geologicamente, os terrenos do município são de origem proterozoica, quaternária, holocena, cambriana, paleozoica, devoniana, arqueana e pleistocena. Os tipos de solo existentes no município são afloramentos de rocha, argissolo vermelho-amarelo, cambissolo háplico, cambissolo húmico, gleissolo melânico, latossolo vermelho, neossolo litólico, nitossolo háplico e organossolo mésico.
O município está localizado junto às bacias hidrográficas do Iguaçu e do Ribeira do Iguape, pertencendo à sub-bacias dos rios do Cerne, Passaúna, dos Papagaios e Açungui. A principal bacia hidrográfica é a do Rio Açungui. Este rio segue no rumo nordeste do Estado do Paraná, sendo um importante afluente do Rio Ribeira de Iguape. O município está situado em uma altitude média de 956 metros acima do nível do mar. O relevo do município possui altitudes médias que oscilam entre 500 e 1.270 metros. Campo Largo está localizada entre o Primeiro Planalto Paranaense e o Segundo Planalto Paranaense.

### Clima
O clima é o quente e temperado de terras altas, classificado, na Köppen e Geiger, como Cfb. As temperaturas registradas entre entre 1961 e 1990 foram: média das máximas, 26ºC; das mínimas 6ºC. Os verões são frescos com uma temperatura média inferior a 24°C. Nos invernos ocorrem geadas severas e frequentes (temperatura média de 12°C no mês mais frio) e as temperaturas podem cair abaixo de 0°C , não apresentando estação seca. A neve ocorria, em média, uma vez a cada 10 anos até 1975. Após um longo período sem este registro, voltou a nevar na cidade em 2013. O índice pluviométrico oscila entre 182 mm e 78,4 mm de média anual.
| Mês                   | Jan  | Fev  | Mar  | Abr  | Mai  | Jun  | Jul  | Ago  | Set  | Out  | Nov  | Dez  | Ano  |
| --------------------- | ---- | ---- | ---- | ---- | ---- | ---- | ---- | ---- | ---- | ---- | ---- | ---- | ---- |
| Temperatura Máxima °C | 25,1 | 26,1 | 25,4 | 22,3 | 20,3 | 19,7 | 18,7 | 20,0 | 20,1 | 22,9 | 23,6 | 27,2 | 21,1 |
| Temperatura Mínima °C | 16,9 | 16,3 | 15,4 | 13,7 | 10,6 | 8,1  | 5,9  | 8,4  | 9,9  | 12,7 | 13,2 | 15,7 | 11.4 |

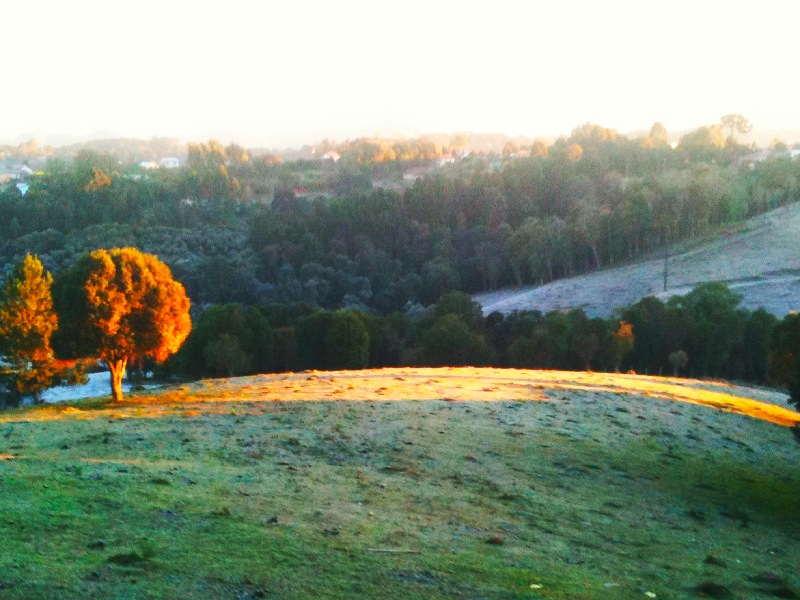
Geada em Campo Largo, -3°C no dia 28/06/11

A temperatura mais alta registrada foi de 35°C. Já temperatura mais baixa registrada em Campo Largo foi de -6°C, na madrugada do dia 17/07/1975.
Há registros não oficiais de que a mais baixa temperatura registrada em Campo Largo foi de -8°C, na década de 1920.

### Vegetação e acidentes geográficos

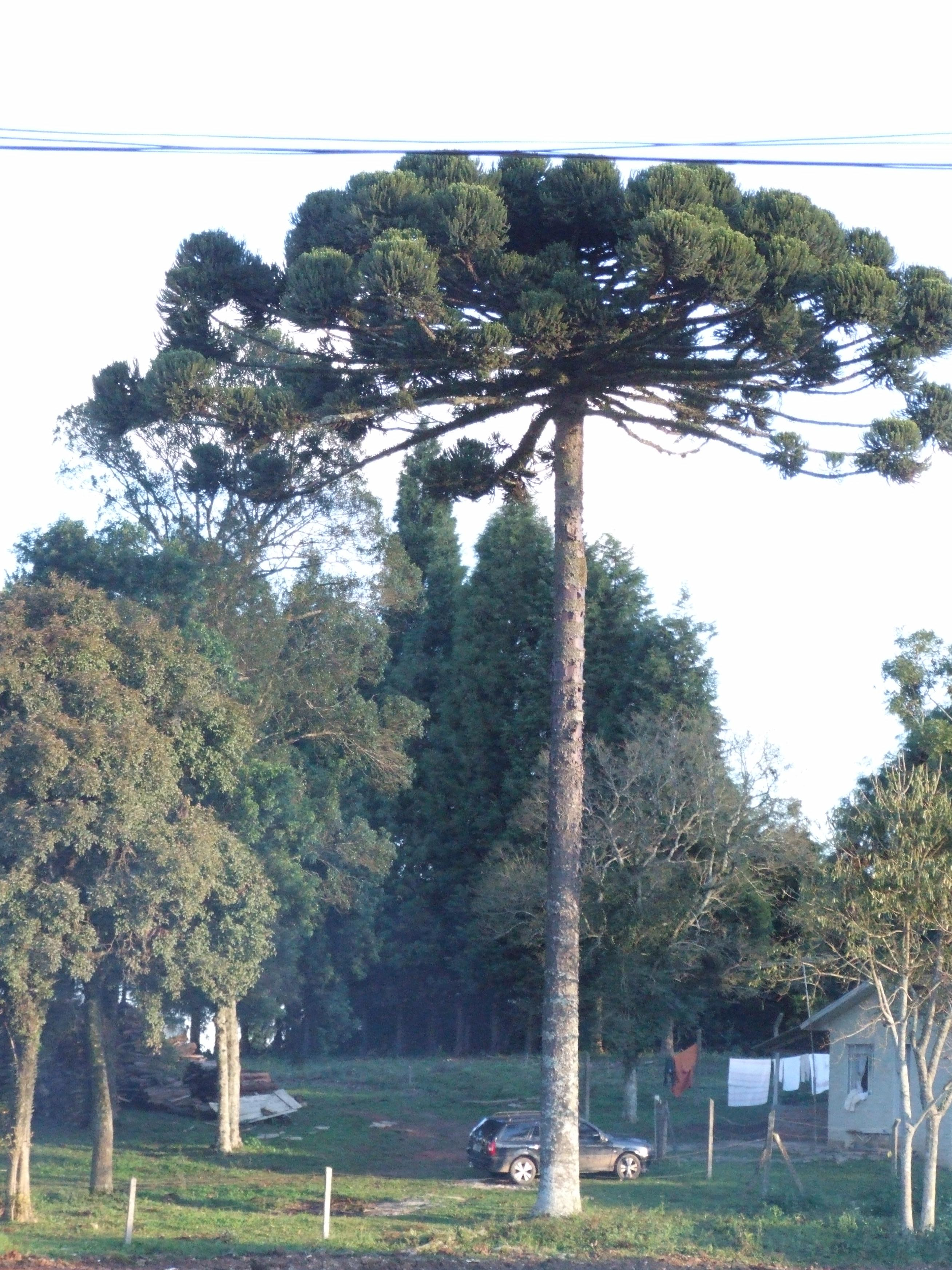
Remanescente de Araucaria angustifolia em Campo Largo.

Segundo estudos realizados, Campo Largo está localizada no país de maior biodiversidade do planeta. A vegetação predominante é a floresta ombrófila mista, que ocorre em quase todo o território municipal. No município de Campo Largo se encontram os remanescentes florestais originais da mata de araucárias e da mata atlântica.
Os acidentes geográficos mais importantes de Campo Largo são: os rios do Cerne, Iguaçu, dos Papagaios e Açungui; a serra de São Luiz do Purunã; a Lagoa Grande; os tanques Ermingo Angelo e Luiz Cecatto; a serra de São Luiz do Purunã é o ponto culminante do município e tem 1.270 metros de altitude. A Lagoa Grande tem uma área de 8.000 metros quadrados e dista 2 quilômetros da sede municipal. 
As riquezas naturais de maior importância são: caulim, argila, água mineral, calcário, lenha, madeiras em geral e erva-mate. O caulim e a argila são utilizados na fabricação de louças e cerâmica de diversas espécies.

## Demografia
O atual território de Campo Largo contava, por ocasião do Censo Demográfico de 2000, com 92.782 habitantes — 46.466 homens e 46.316 mulheres. Segundo o grupo étnico — 76.608 brancos, 2.476 pretos, 47 amarelos, 12.863 pardos, 162 indígenas e 628 não declararam a cor; segundo o estado civil (pessoas de 10 anos ou mais de idade) — 36.725 casados, 1.412 desquitados, 1.298 divorciados, 3.604 viúvos e 31.578 solteiros; segundo a religião — 75.158 católicos apostólicos romanos, 12.371 evangélicos e 1.404 de outras religiões. Densidade demográfica: 87,75 habitantes por quilômetro quadrado. 4,56% da população achavam-se localizados na zona rural.

### Aglomerações urbanas
Campo Largo, Bateias, Três Córregos, São Silvestre e Ferraria.

## Política
O município é sede de comarca, de entrância final. Os órgãos auxiliares da justiça são: Escrivania do Crime, Escrivania do Cível e Comércio, Cartório de Órfãos e Anexos, Cartório do Registro Civil, Cartório do Registro de Imóveis, Cartório do 2º Tabelionato de Notas, Cartório da Justiça Eleitoral e 3 oficiais de justiça.

### Administração
- Prefeito: Maurício Rivabem  (2025/2028)
- Vice-prefeito: Chrystiane Chemin
- Presidente da Câmara: Alexandre Guimarães

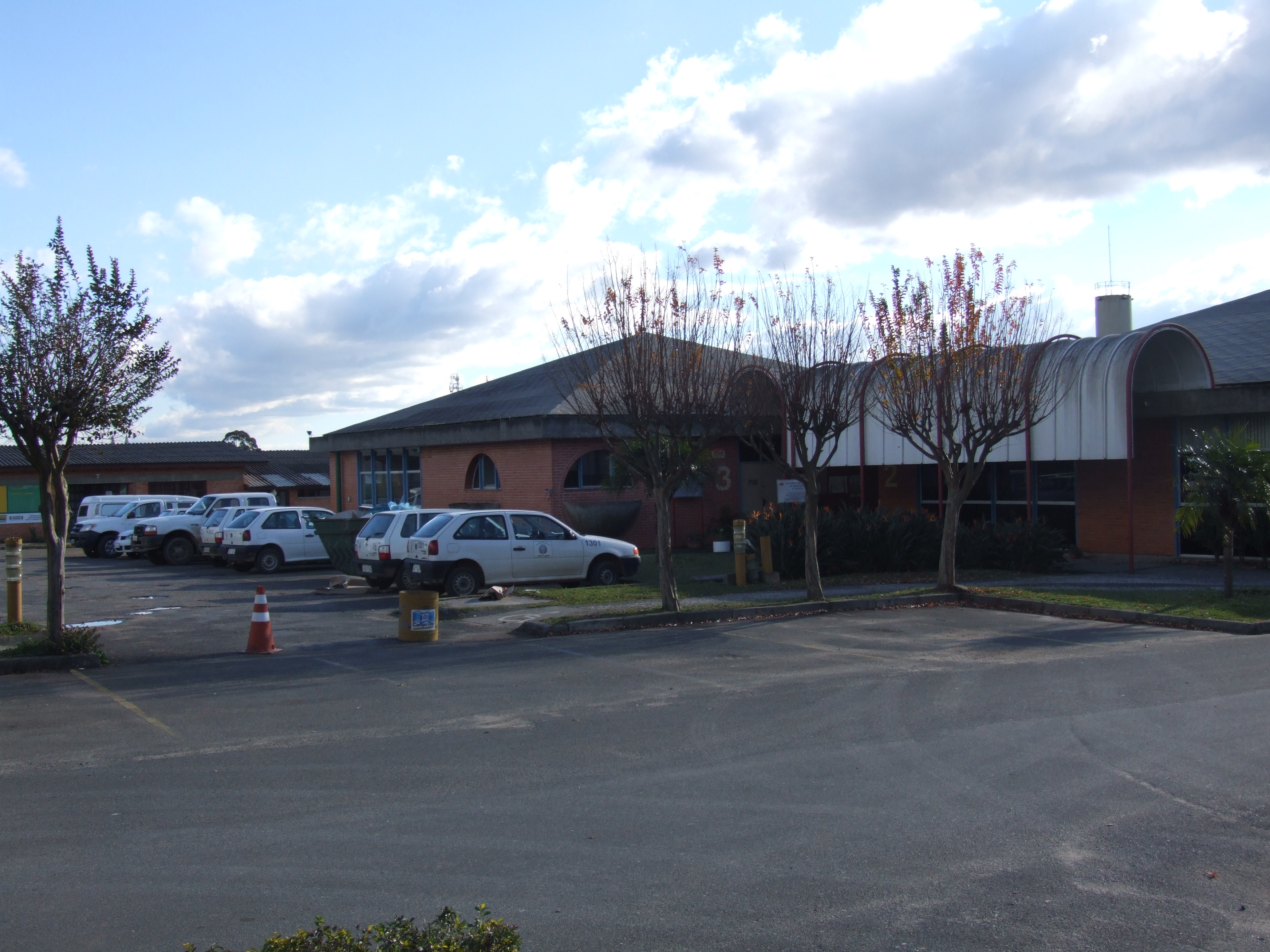
Prefeitura Municipal de Campo Largo, sede do poder executivo do município.
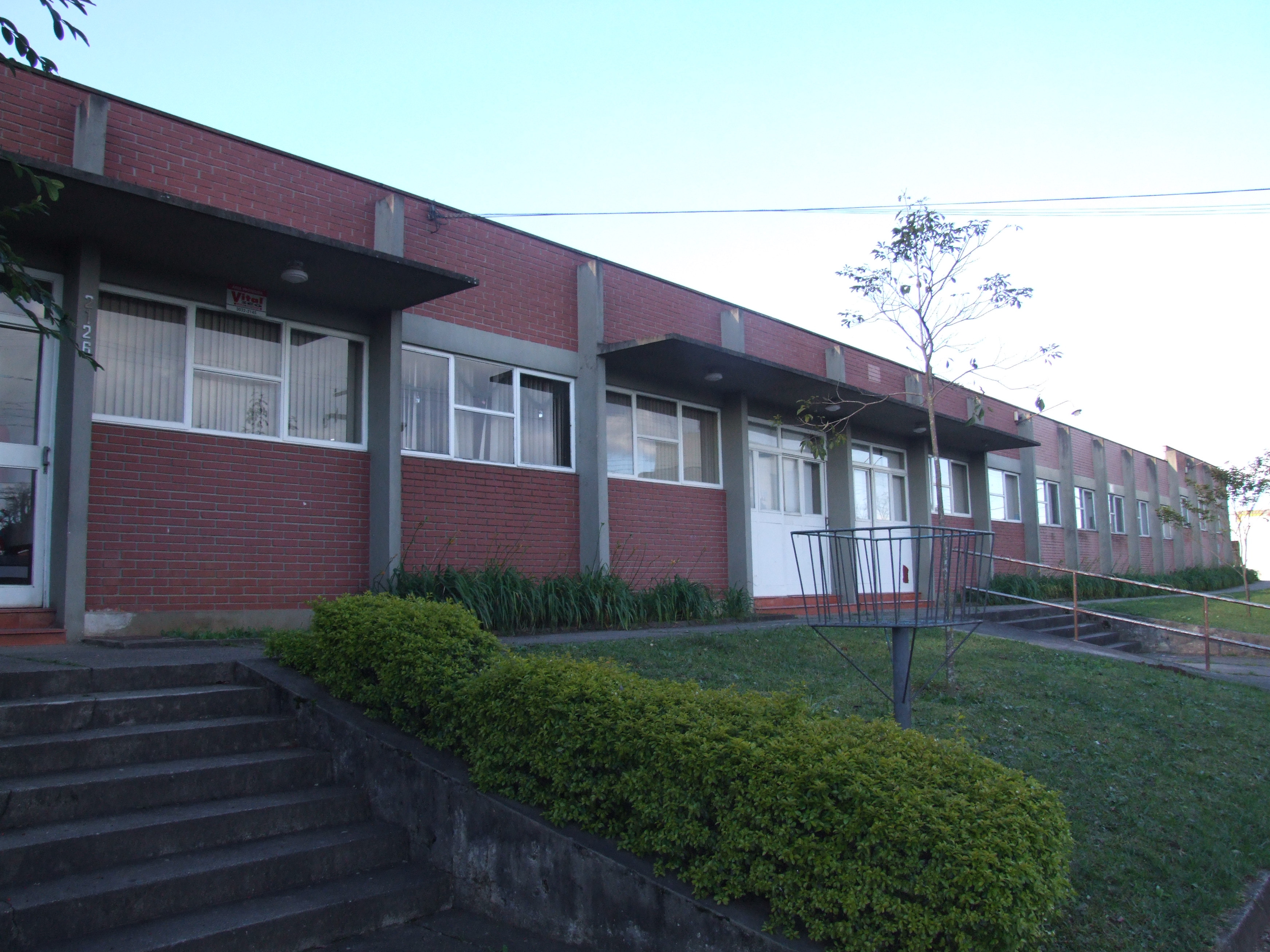
Câmara de Vereadores de Campo Largo, sede do poder legislativo do município.
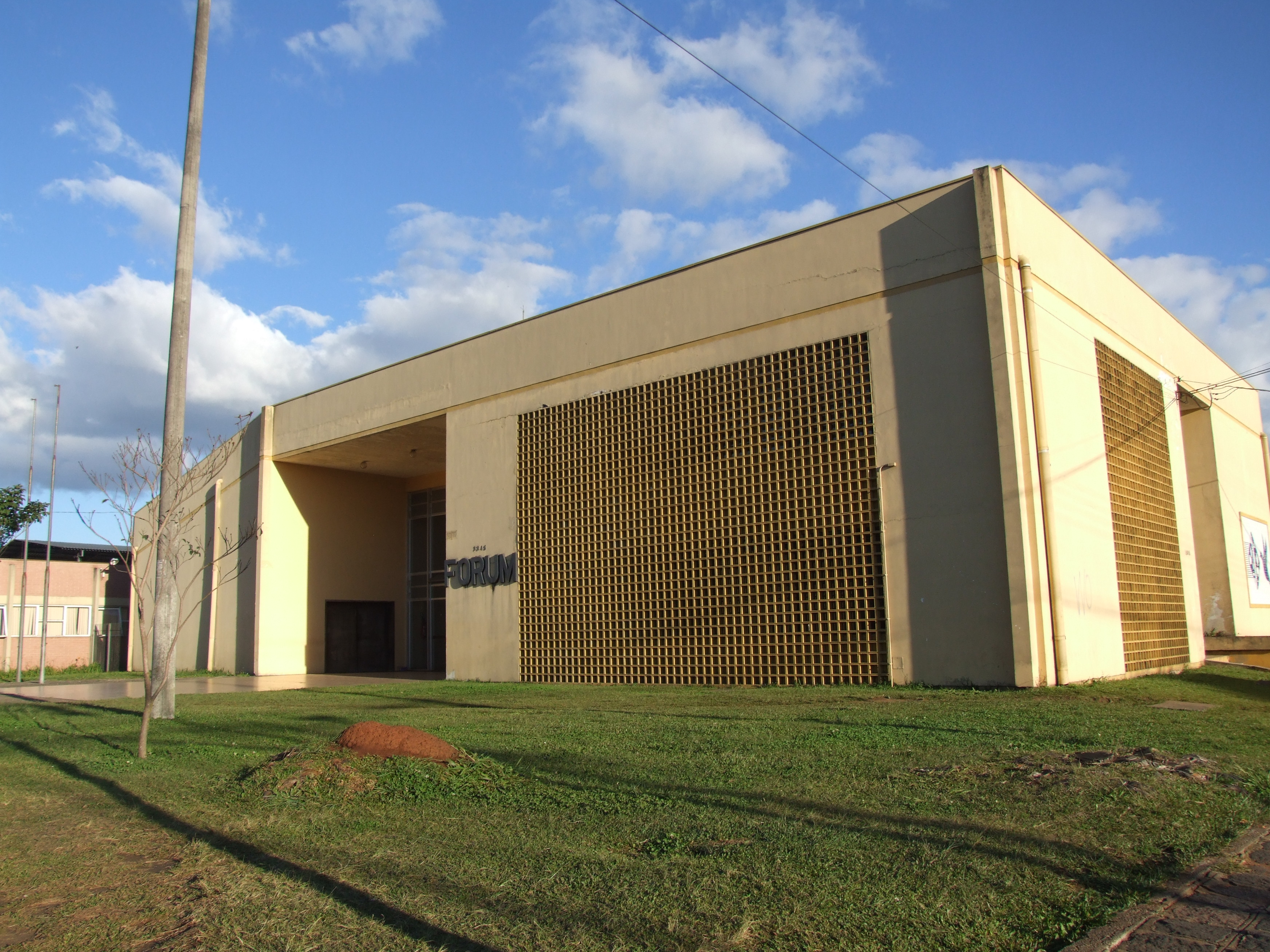
Fórum Municipal de Campo Largo, sede do poder judiciário do município.

## Subdivisões e distritos
Campo Largo é dividida em 5 distritos e 21 bairros.
Os cinco distritos são: cidade de Campo Largo (zona urbana), Bateias, Três Córregos, São Silvestre, e Ferraria (zona urbana).

## Economia
Campo Largo é o 14º município mais rico do Paraná em PIB e tem a 152ª melhor distribuição de renda do Estado, por isso um dos municípios mais desiguais do Brasil. Ao ramo "agricultura, pecuária e silvicultura" — segundo o Censo Demográfico de 2000 — dedicavam-se 7,53% das pessoas de 10 anos e mais. Os produtos agrícolas mais cultivados são o milho, a batata-inglesa e o feijão. O valor da produção agrícola foi de 74 milhões de reais. A produção pecuária estava estimada em 2 milhões de reais.[carece de fontes?]
É conhecido como "Capital da Louça" devida à expressiva produção e exportação desse material. É sede de empresas como a Incepa, Porcelana Schmidt, Germer e Lorenzetti cujos produtos são conhecidos internacionalmente. O setor organiza todos os anos a Feira da Louça, o mais tradicional evento da indústria cerâmica do estado, que atrai muitos visitantes. O município sedia, também, uma das fontes de água mineral, a Ouro Fino. Há no município 371 estabelecimentos industriais, correspondendo a 6.962 empregos com carteira assinada. A indústria de transformação ocupando 9.173 pessoas economicamente ativas, valia em 2008 o total de 620 milhões de reais. O mais destacado ramo industrial era o de "produtos minerais não metálicos", com 2.903 empregos com carteira assinada.
Existem no município 703 estabelecimentos varejistas e 74 atacadistas. Encontram-se, em funcionamento, na cidade de Campo Largo, 7 agências e sucursais de estabelecimentos bancários. As principais transações comerciais do município são mantidas com as cidades de Curitiba e Ponta Grossa.

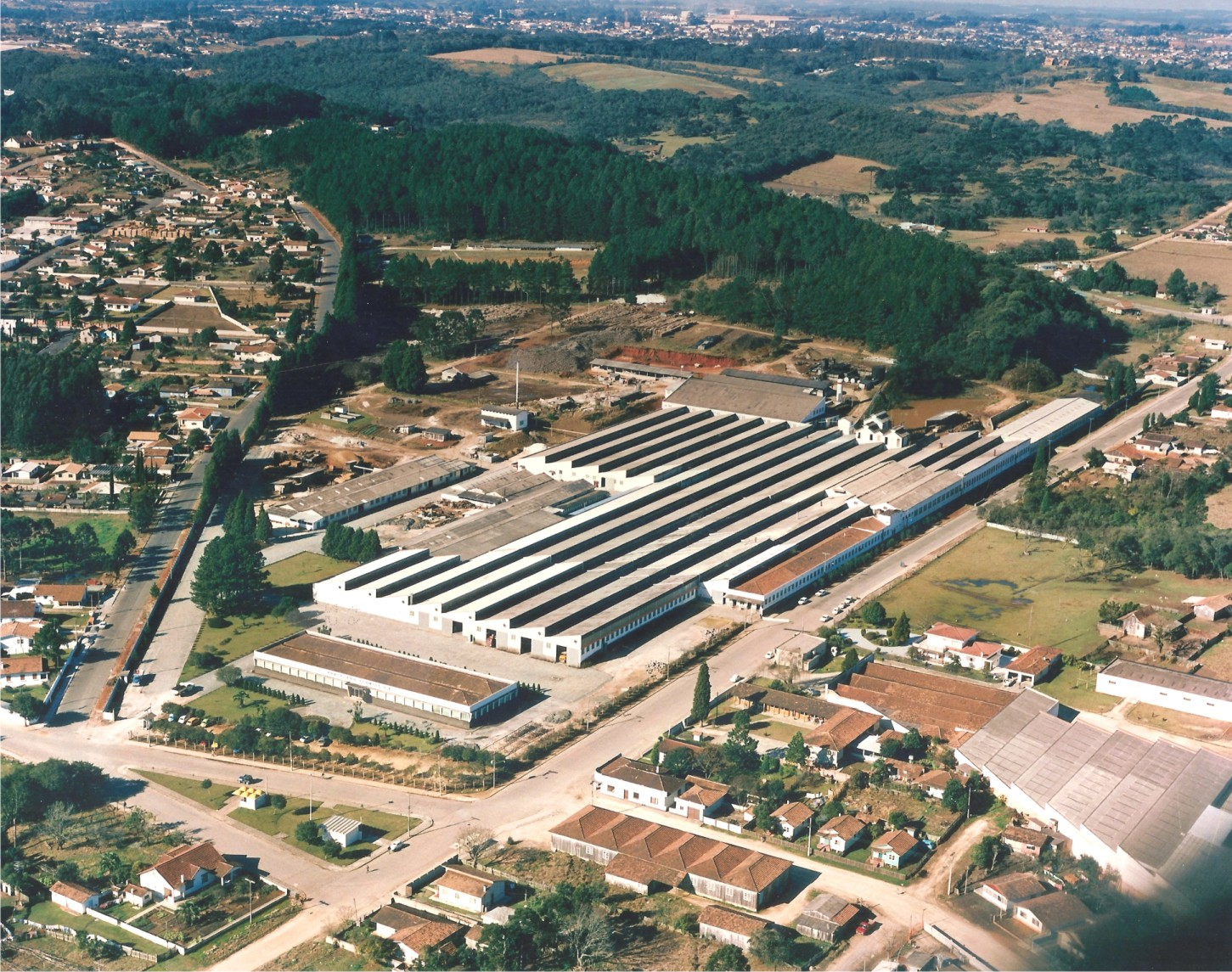
Fábrica da Porcelana Schmidt.
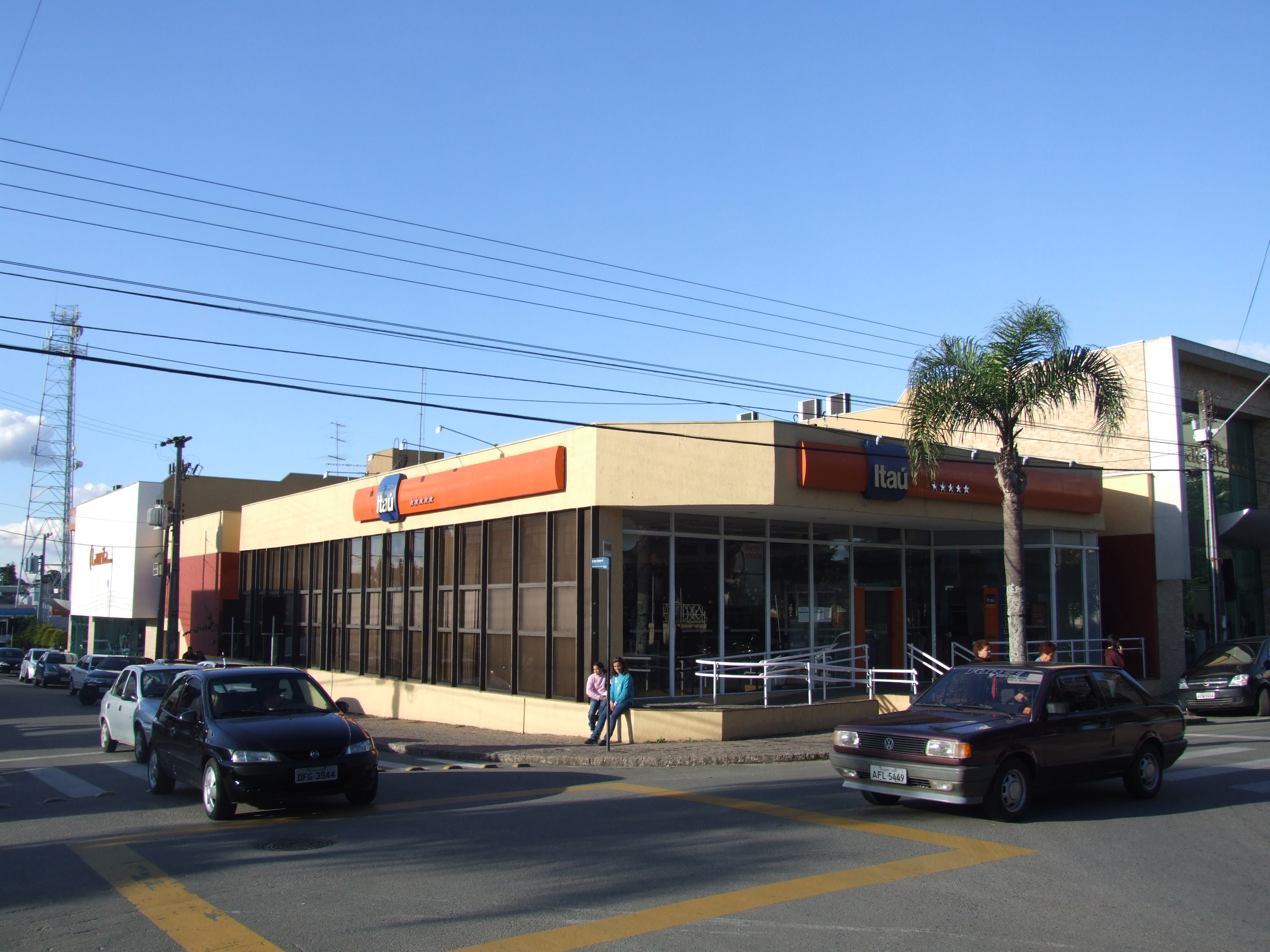
Agência do Banco Itaú.
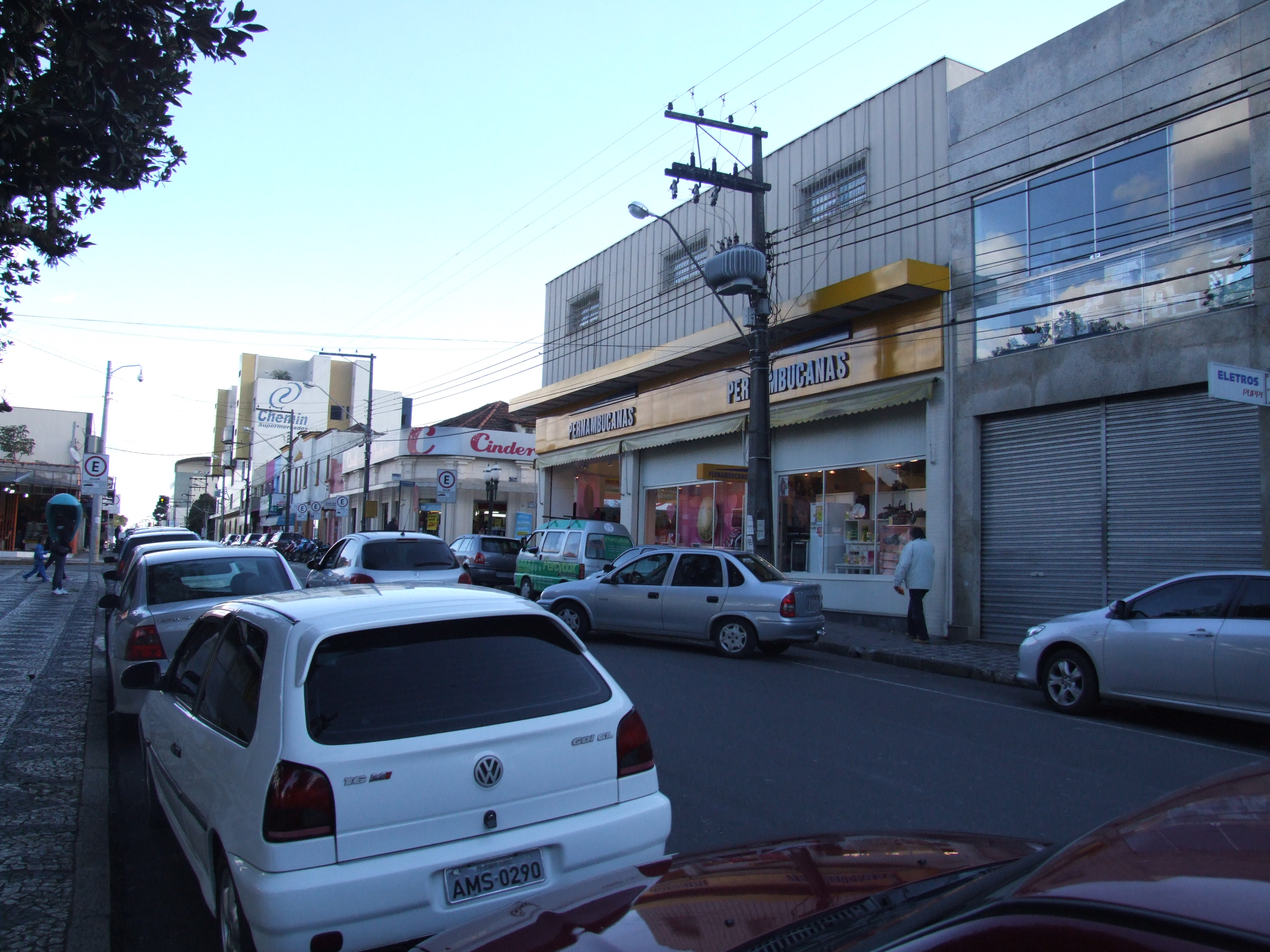
Comércio na avenida central da cidade.
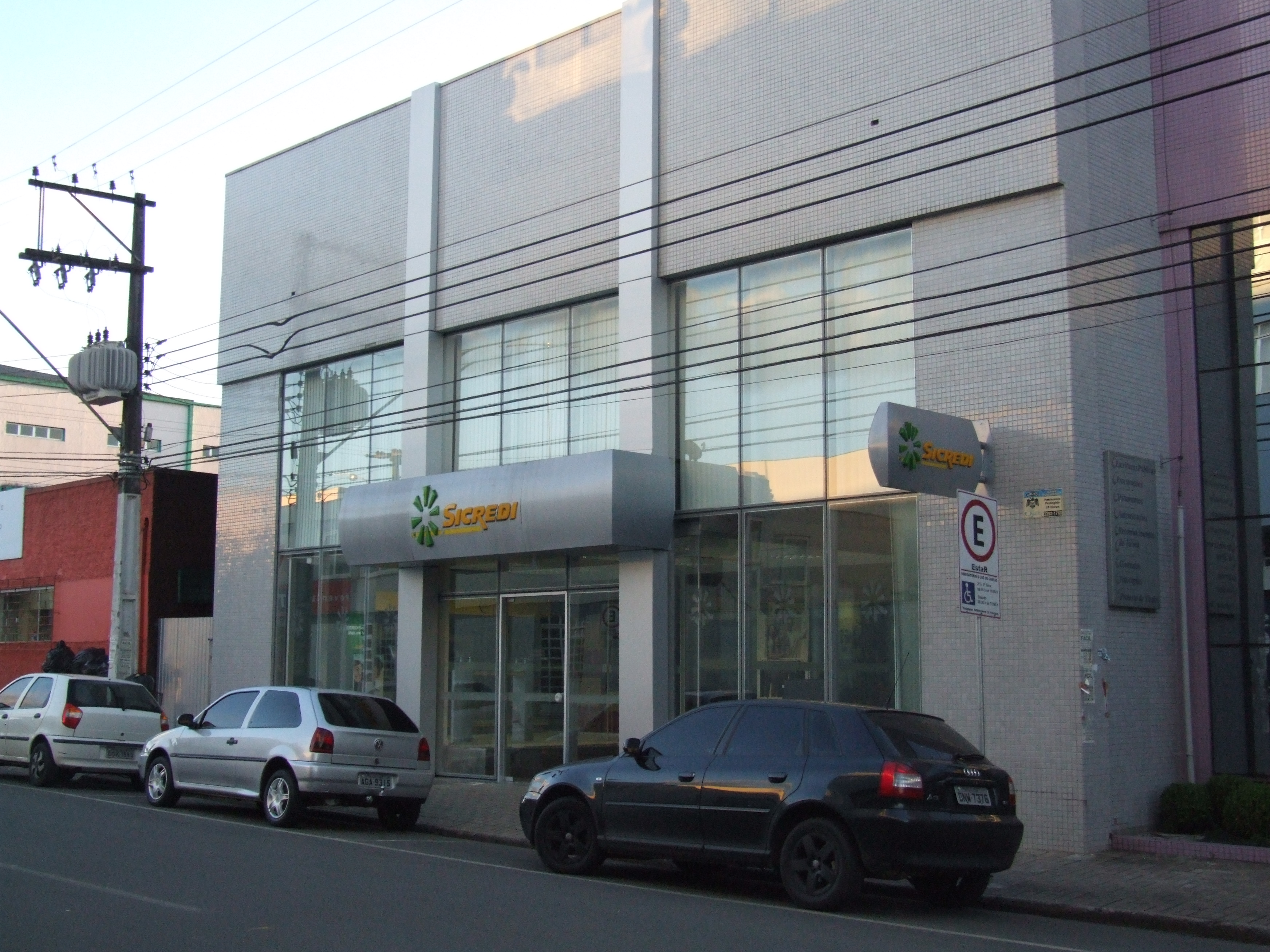
Agência da Sicredi.

## Infraestrutura

### Educação

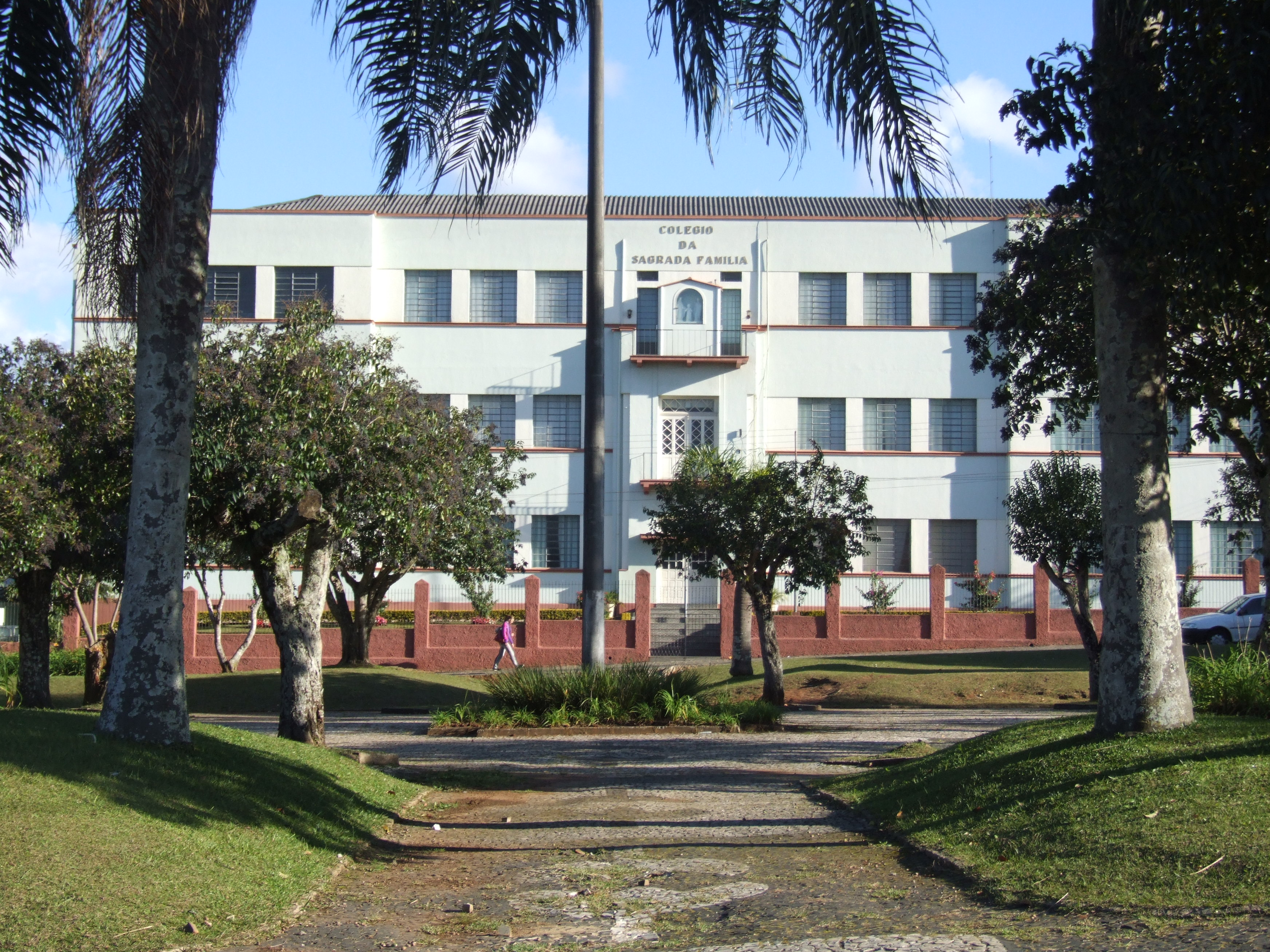
Colégio da Sagrada Família.

Em 2008 estavam em funcionamento 68 unidades escolares de ensino fundamental e 24 de ensino médio. A quota de crianças em idade escolar nesses estabelecimentos era de 73,04%. Segundo o Censo Demográfico de 2000, 76.714 pessoas, sendo 38.532 homens e 38.183 mulheres, sabiam ler e escrever. Assim, 91,42% da população municipal era alfabetizada.[carece de fontes?]
As principais instituições de ensino de Campo Largo são: IFPR-Campus Campo Largo, Colégio Estadual Sagrada Família, Colégio Estadual Júlio Nerone, Colégio Estadual Macedo Soares, Colégio Estadual Darlei Adad‎, Colégio SESI-PR, Colegio San Marco, Colégio Estadual 1º Centenário, APM Colégio Sagrada Família, Curso e Colégio Acesso, Colégio Cenecista Presidente Kennedy, Colégio Bom Jesus e Colégio Desembargador Clotário Portugal.

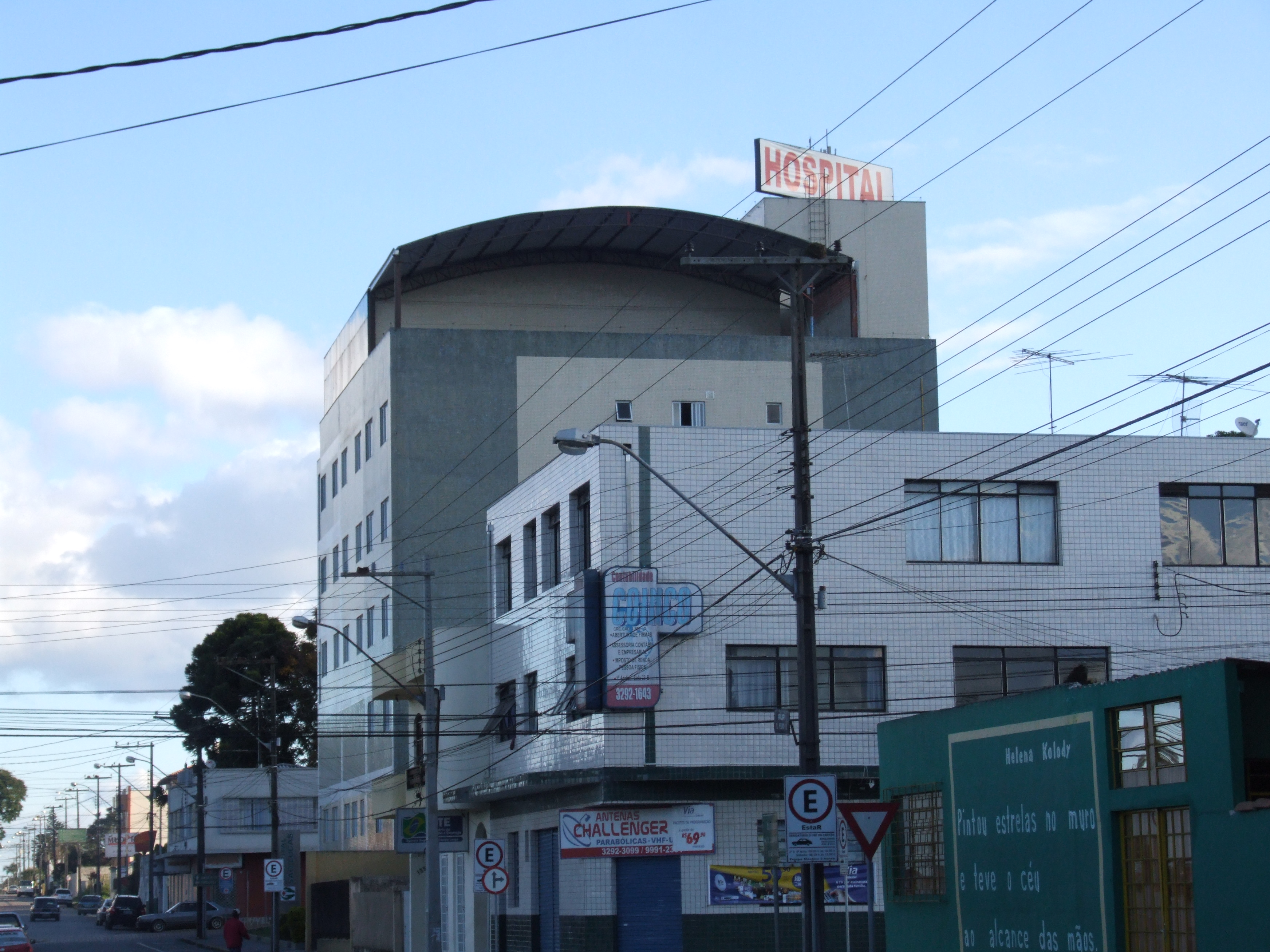
Hospital São Lucas.

### Transportes e comunicações

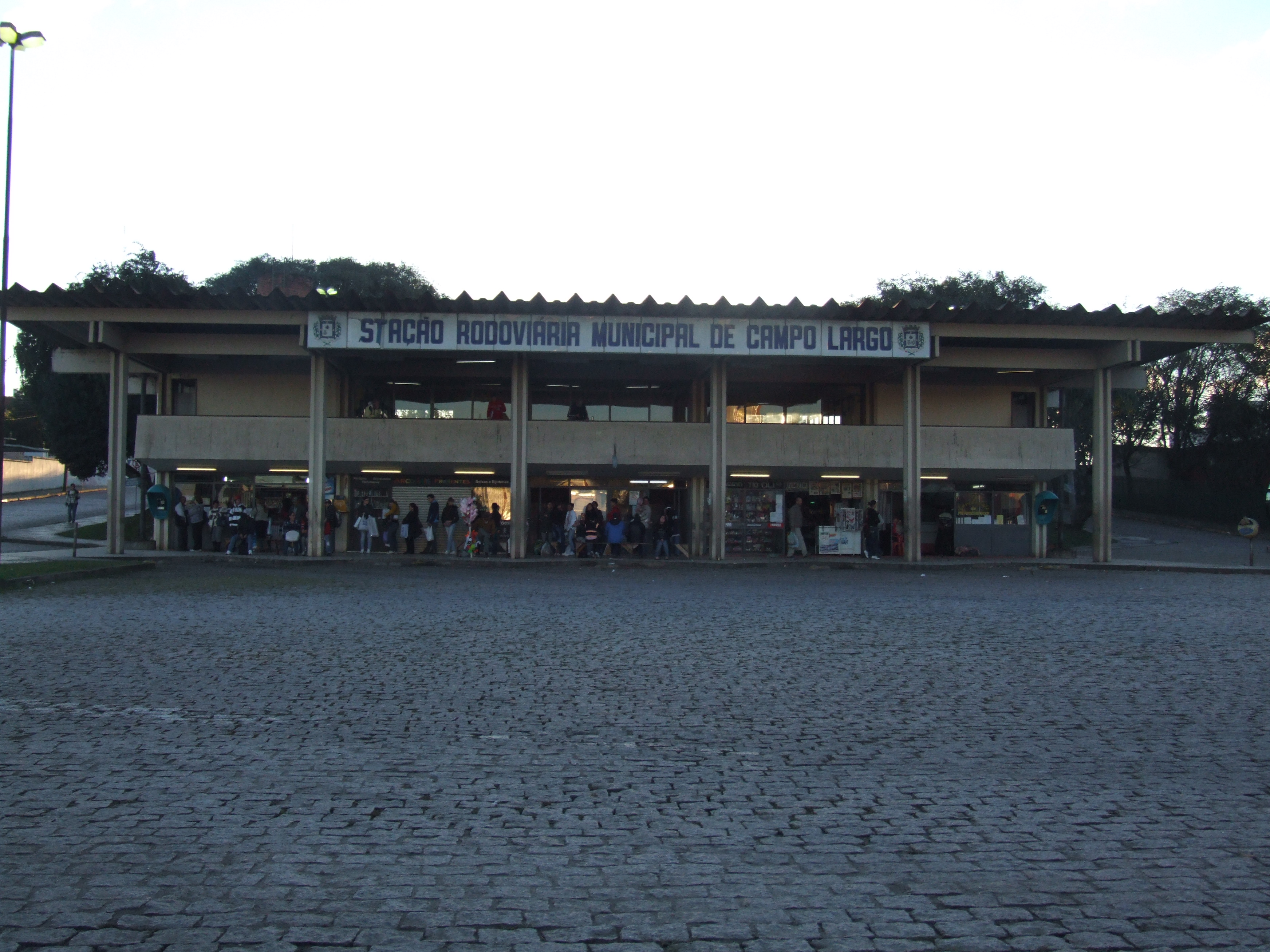
Estação Rodoviária.

A cidade está ligada à Capital do Estado pela rodovia BR-277. A distância entre Campo Largo e Curitiba é de 29,4 quilômetros. 
Além disso o município se comunica por um bom sistema rodoviário com as seguintes cidades paranaenses: Palmeira, 54,0 quilômetros; Rio Branco do Sul via Curitiba, 60,5 quilômetros; Araucária via Curitiba, 27,9 quilômetros; Lapa, 71,8 quilômetros; Porto Amazonas, 48,4 quilômetros; Balsa Nova, 20,7 quilômetros; Capital do Estado (BR-277), 29,4 quilômetros. O município é servido por uma empresa de transporte coletivo denominada Princesa dos Campos, que o liga à Capital do Estado e à cidade de Ponta Grossa. A Rumo Logística serve parte do município, através de suas estações no interior do mesmo.

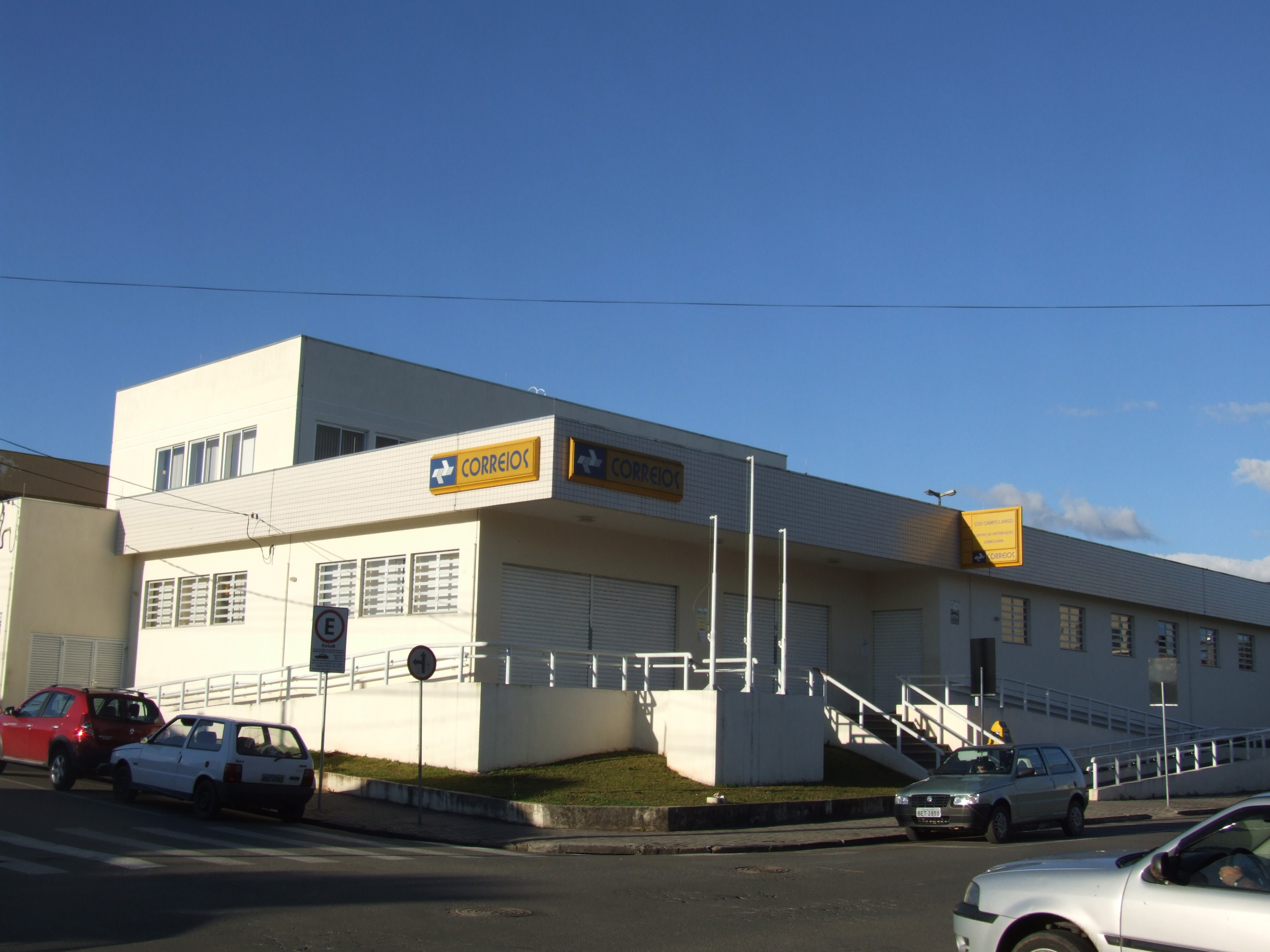
Agência dos Correios.

As principais rodovias do município são a PR-090, a PR-423, a PR-510, a BR-277 (a principal de todas e servida por um pedágio da Caminhos do Paraná) e a BR-376. Estão em funcionamento 1 agência dos Correios, 14 agência dos Correios comunitárias, e 1 agência dos Correios franqueada. Contava o município com a seguinte frota: 27.816 automóveis, 1.883 caminhões, 706 caminhões-trator, 2.096 caminhonetes, 2.042 camionetas, 24 ciclomotores, 200 micro-ônibus, 8.317 motocicletas, 1.227 motonetas, 412 ônibus, 401 reboque], 780 semi-reboques, 1 tratores de esteira, 8 tratores de rodas, 8 triciclos, e 87 utilitários.[carece de fontes?]

#### Ônibus
A cidade possui um Terminal Urbano/Metropolitano com a plataforma para o Ligeirinho, placas indicativas, banheiros e ótimo estado, bebedouros, além de recursos de acessibilidade universal como informações em braille, além de rampas e portas especiais para cadeirantes. Os ônibus também são equipados com assentos para idosos, gestantes, obesos, ou pessoas portadoras de necessidades especiais, além de um lugar próprio para cadeirantes e para deficientes visuais acompanhado(a) de cão guia.
No terminal, as linhas intermunicipais fazem ligações com Curitiba (Ligeirinho e "Pinga-Pinga"), Balsa Nova e Araucária. Os principais problemas das linhas municipais é a falta de ônibus em algumas linhas no final de semana e de faltarem ônibus, fazendo com que, nos horários de pico, os ônibus de algumas linhas atinjam lotação máxima.

### Urbanização e energia
A sede municipal está na rodovia BR-277 que liga Curitiba a Ponta Grossa. Os logradouros públicos são calçados e ou asfaltados. O consumo de energia elétrica em 2009 foi de 218.067 MWh, 58.661 MWh para uso residencial, 109.050 MWh para uso industrial, 27.683 MWh para uso comercial, 5.642 MWh para uso rural e 17.031 MWh para outros tipos de usos.

## Cultura

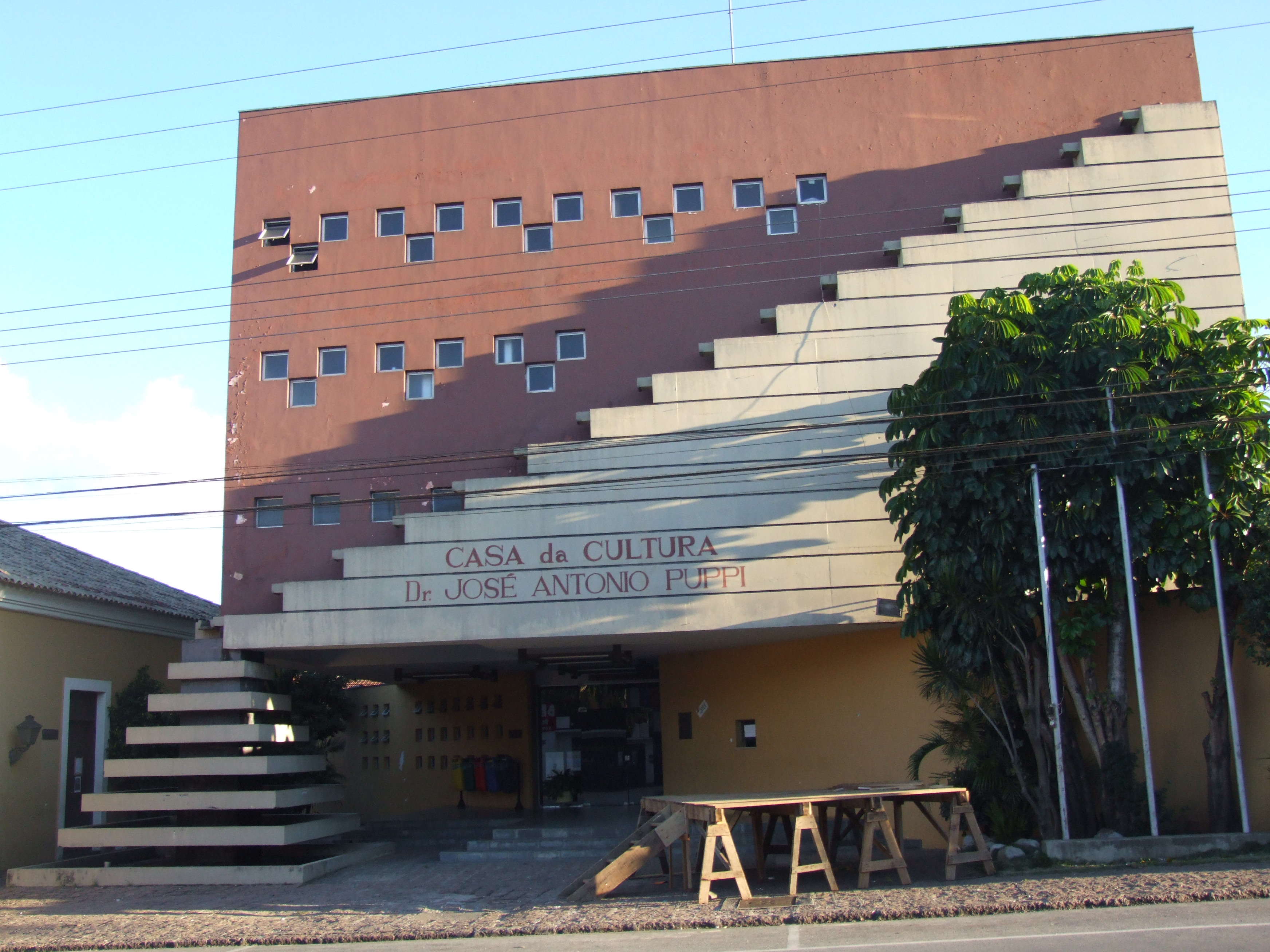
Casa da Cultura Dr. José Antonio Puppi.

A cultura de Campo Largo é um conjunto de manifestações artístico-culturais, religiosas e desportivas relativas à sociedade campo-larguense. Realizam-se duas festas religiosas tradicionais na cidade: a da padroeira Nossa Senhora da Piedade em 2 de fevereiro e a do Divino Espírito Santo em dia variável de junho de cada ano. Essas festividades são realizadas com procissão pelas ruas, fogos de artifício, repiques de sino, leilão, quermesse, etc.[carece de fontes?]

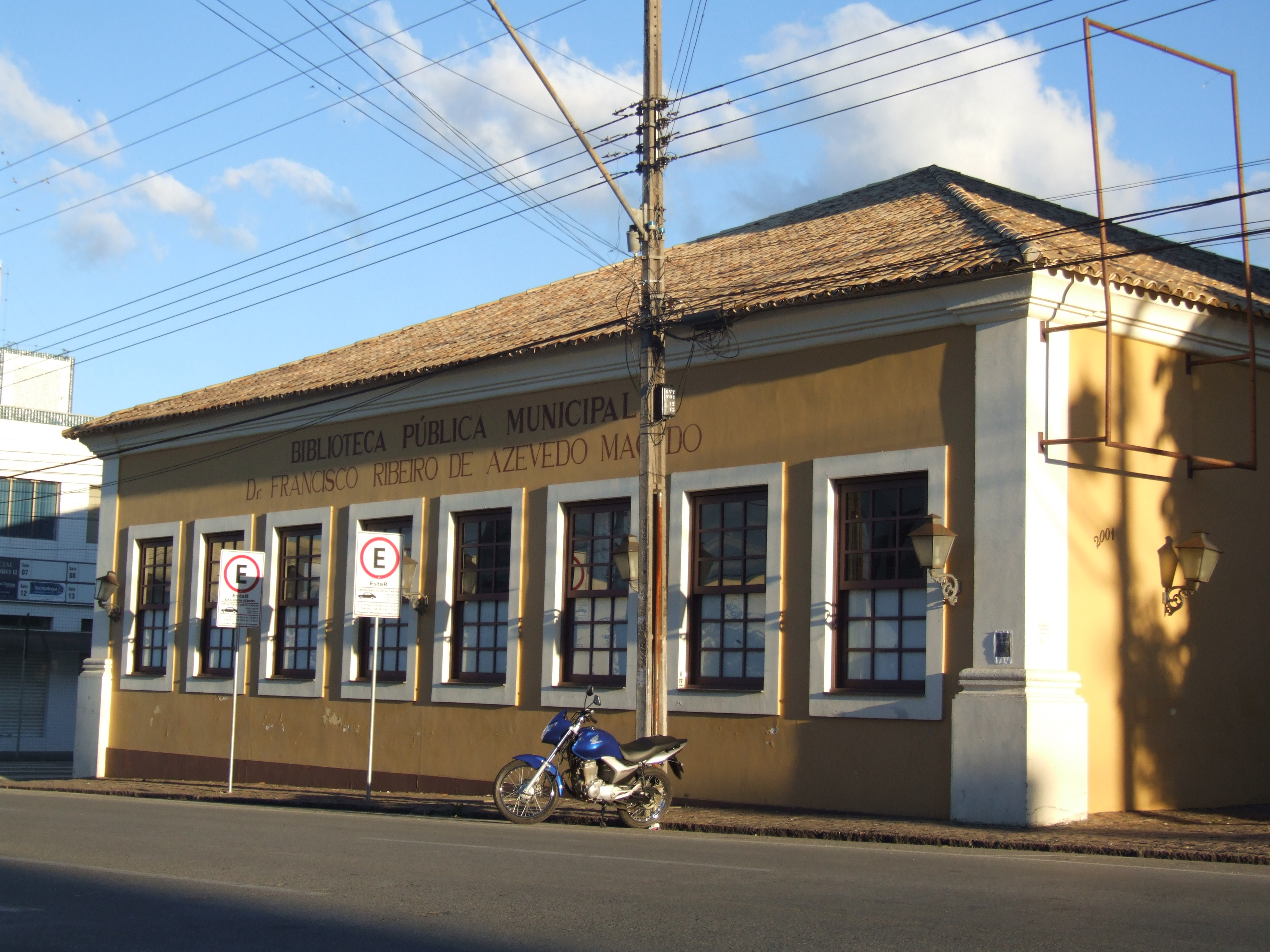
Biblioteca Pública Municipal Francisco Ribeiro de Azevedo Macedo.

A Rádio Onda Livre FM 98,3 MHz, com transmissores instalados no centro da cidade, é um dos principais veículos de cultura e divulgação do município. Há três jornais em Campo Largo, a Folha de Campo Largo, o Metropolitano e o Fato. Está em funcionamento a Biblioteca Pública Municipal Francisco Ribeiro de Azevedo Macedo, de caráter geral, que conta com acervo bibliográfico relacionado com a história e a geografia do município.

### Danças e folclore
Diversas danças folclóricas existem no município de Campo Largo. Entre as danças se destaca o curitibano, dança de roda tipicamente local com origem no fandango. A dança é praticada aos pares, ao ritmo de muita música com instrumentos musicais como a gaita. Os grupos cantam versos e poesias, como declarações de amor, onde os homens tiram versos e as mulheres respondem.

### Patrimônio cultural
Há na cidade de Campo Largo monumentos históricos como um obelisco de granito em homenagem ao heróis tombados nos campos de batalha da Segunda Guerra Mundial, os heroicos campo-larguenses Constantino Marochi, José Florindo Zanetti e João Domingos. Localiza-se na praça Marechal Floriano Peixoto. Diversos prédios e espaços públicos compreendem o patrimônio cultural do município, como:
- Igreja Matriz de Nossa Senhora da Piedade está localizada na praça central do município. Paróquia desde 1841. É a quarta paróquia mais antiga da Arquidiocese de Curitiba. A Festa de Nossa Senhora da Piedade é celebrada todos os anos no dia 2 de fevereiro.

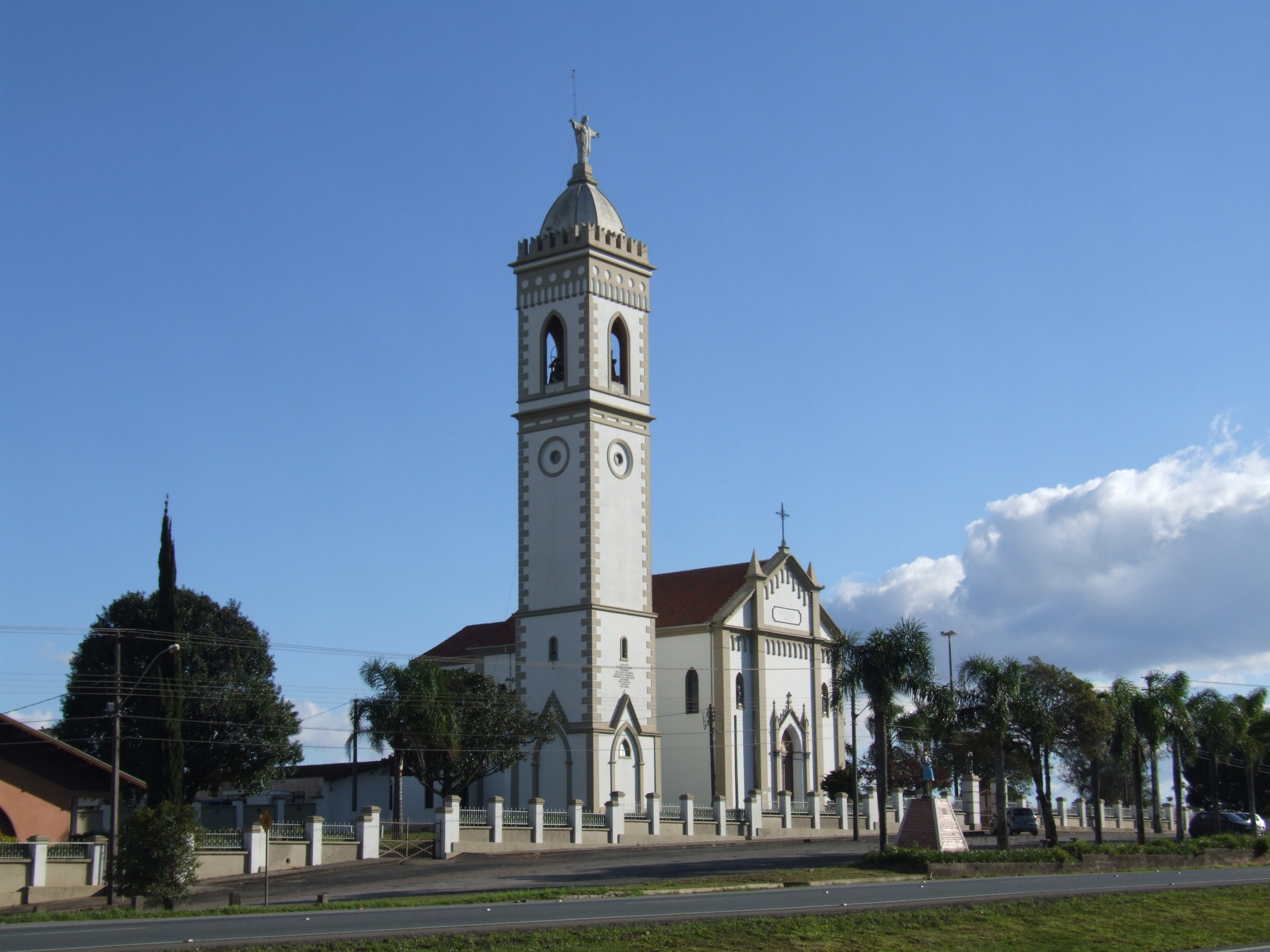
Igreja de São Sebastião de Rondinha. Localizada no bairro de Rondinha, às margens da Rodovia do Café. Igreja construída em 1906.

- Igreja de São Sebastião de Rondinha. Localizada no bairro de Rondinha, às margens da Rodovia do Café. Igreja construída em 1906. Seu pároco é o Padre Aurélio Falarz. Até o ano de 2005, foi comemorado  no ginásio da paróquia - o Polentão -  a semana italiana, com a apresentação de grupos folclóricos e comidas típicas. Há pouco tempo, a Semana Italiana voltou a ser comemorada, ocorrendo no mês de julho.
- Igreja de São Sebastião de Bateias. Localizada em meio a forte imigração polonesa e às margens da Estrada do Cerne, tem seu interior como um dos mais belos da  Arquidiocese de Curitiba. Atualmente o pároco é o padre polonês Henrik Bazis.
- A Paróquia Senhor Bom Jesus da Ferraria. Elevada à paróquia em 11 de fevereiro de 2010.
- Fonte da saudade. Situada no fim da rua 15 de Novembro. Marco histórico da época da colonização.
- Parque Histórico do Mate. Antigo engenho do erva-mate, localizado as margens da BR-277. A principal atração é o Museu do Mate.
- Parque Ecológico Ouro Fino é uma estância hidromineral de Ouro Fino com  piscinas e muita área verde, fica em Bateias - Campo Largo, Paraná.

### Esporte

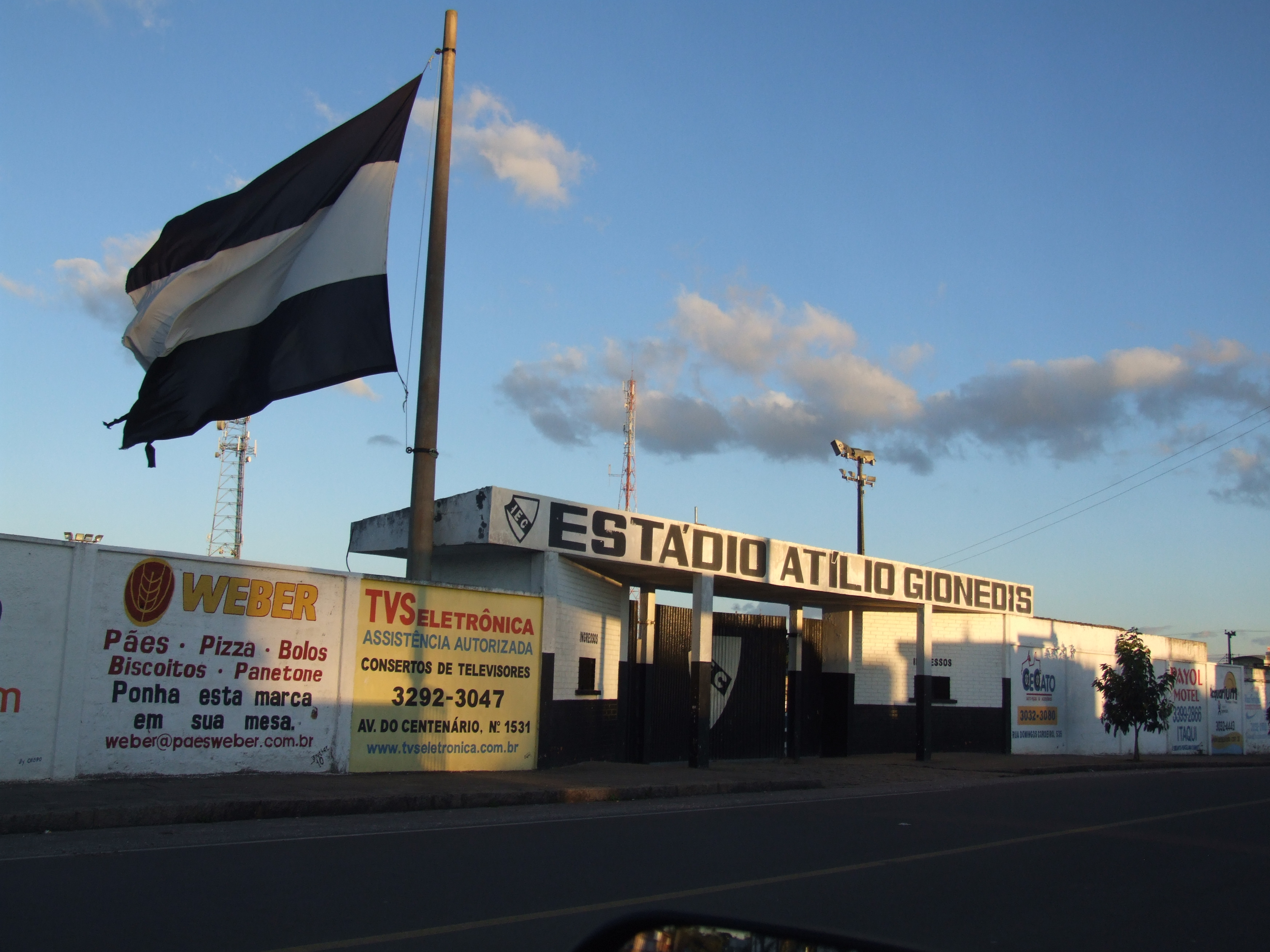
Estádio Atílio Gionédis.

Campo Largo abriga quatro clubes de futebol: o Internacional Esporte Clube (cujo estádio é o Estádio Municipal Atílio Gionédis), o Fanático Futebol Clube (cujo estádio é o Estádio Municipal Angelo Antonio Cavalli), o Andraus Brasil (cujos jogos são mandados no CT Andraus) e o Hope Internacional.

### Comunicações
Folha de Campo Largo
A Folha de Campo Largo foi fundada por Germano José de Oliveira em 23 de fevereiro de 1989, e inicialmente era um jornal quinzenário, que logo passou a ter periodicidade semanal. Tem circulação às sextas feiras.